# Костање
Костање је насељено место у саставу града Омиша, Сплитско-далматинска жупанија, Република Хрватска.

## Историја
До територијалне реорганизације у Хрватској налазило се у саставу старе општине Омиш.

## Становништво
На попису становништва 2011. године, Костање је имало 605 становника.
| Број становника по пописима | Број становника по пописима | Број становника по пописима | Број становника по пописима | Број становника по пописима | Број становника по пописима | Број становника по пописима | Број становника по пописима | Број становника по пописима | Број становника по пописима | Број становника по пописима | Број становника по пописима | Број становника по пописима | Број становника по пописима | Број становника по пописима | Број становника по пописима |
| --------------------------- | --------------------------- | --------------------------- | --------------------------- | --------------------------- | --------------------------- | --------------------------- | --------------------------- | --------------------------- | --------------------------- | --------------------------- | --------------------------- | --------------------------- | --------------------------- | --------------------------- | --------------------------- |
| 1857                        | 1869                        | 1880                        | 1890                        | 1900                        | 1910                        | 1921                        | 1931                        | 1948                        | 1953                        | 1961                        | 1971                        | 1981                        | 1991                        | 2001                        | 2011                        |
| 558                         | 764                         | 611                         | 605                         | 706                         | 812                         | 822                         | 903                         | 1.033                       | 1.049                       | 1.044                       | 1.028                       | 867                         | 775                         | 658                         | 605                         |

Напомена: У 1869. садржи податке за насеља Сеоца и Смолоње.

### Попис1991.
На попису становништва 1991. године, насељено место Костање је имало 775 становника, следећег националног састава:
| Попис 1991.‍  | Попис 1991.‍  | Попис 1991.‍ | Попис 1991.‍ | Попис 1991.‍ |
| ------------ | ------------ | ----------- | ----------- | ----------- |
|              |              |             |             |             |
| Хрвати       | Хрвати       |             | 764         | 98,58%      |
| Срби         | Срби         |             | 1           | 0,12%       |
| неопредељени | неопредељени |             | 1           | 0,12%       |
| регион. опр. | регион. опр. |             | 1           | 0,12%       |
| непознато    | непознато    |             | 8           | 1,03%       |
| укупно: 775  |              |             |             |             |